# ويلارد ستيل
ويلارد ستيل (بالإنجليزية: Willard Steele)‏ هو لاعب كرة قدم أمريكية أمريكي، ولد في 11 ديسمبر 1884 في كورينث في الولايات المتحدة، وتوفي في 1 مايو 1970 في تشاتانوغا في الولايات المتحدة.